# Джордже Младенович
Джордже Младенович (на сръбски: Ђорђе Младеновић) е политик от Кралството на сърби, хървати и словенци, кмет на град Куманово.

## Биография
Младенович е председател на съда и на Общинския комитет на град Куманово от 1924 до 20 август 1926 година. При неговото кметуване общината сключва договор за концесия с лесковачкия индустриалец Живко Стоилкович за електрификация на града.